# Gräflich Schaffgotsch’sche Werke
Die Gräflich Schaffgotsch’schen Werke, auch Gräflich Schaffgotsch’sche Grubenverwaltunggenannt, waren eine 1904 gegründete Kapitalgesellschaft, der über 60 Steinkohlen- und Galmei-Bergwerke gehörten. Der letzte zum Familienbesitz gehörende Betriebszweig, die Bank Bass & Herz, meldete 1974 Insolvenz an.

## Die Entwicklung bis 1945

### Die Anfänge unter Karl Godulla
Der Grundstock der Schaffgotsch’schen Werke wurden durch das unternehmerische Engagement von Karl Godulla gelegt. In seiner Funktion als Verwalter der Güter und Betriebe des Grafen Carl Franz von Ballestrem erwarb er die notwendigen unternehmerischen Kenntnisse, um im Laufe seines Lebens 80 Zinkbergwerke, 4 Zinkhütten und 48 Steinkohlenbergwerke zu erwerben und verwalten.
Als Startkapital seiner eigenen unternehmerischen Tätigkeit erhielt er 1815 von Ballestrem 28 freie Kuxe der Carls-Zinkhütte in Ruda, die unter seiner Leitung von anfangs fünf auf 15 Doppelöfen erweitert wurde. Das erste bedeutendere Galmei-Bergwerk war die Annagrube bei Miechowitz, die eine so große Ausbeute erbrachte, dass sie Godulla weitere Käufe ermöglichte. So kamen 1832 die Morgenroth- und 1836–1839 die Gutehoffnungs-Zinkhütte hinzu. Von Anfang an bemüht, Grund und Boden sowie die Berechtsame für möglichst dieselben Flächen in seinen Besitz zu bringen, erwarb er zwischen dem Ballestrem’schen Besitz im Westen und dem Donnersmarck-Neudeck’schen im Norden und Südosten große Flächen im Gebiet von Schomberg-Orzegów.
Erste Anteile an Steinkohlenbergwerken erwarb er bei den Gruben Stein in Nowy Bytom und Rosalie in Godullahütte.
Vier Jahre nach seinem Tod 1848 stellte sich die Situation folgendermaßen dar:
| Galmeigruben           | Jahresproduktion |
| ---------------------- | ---------------- |
| Maria                  | 4,3 t            |
| Elisabeth              | 3,8 t            |
| Verona                 | 1,14 t           |
| Scharley (wenige Kuxe) | 9,34 t           |

| Steinkohlengruben | Jahresproduktion |
| ----------------- | ---------------- |
| Orzegów           | 186.000 t        |
| Bergfreiheit      | 100.000 t        |
| Paulus/Godulla    | 34.082 t         |
| Cleophas          | 160.000 t        |
| Franz             | 28.000 t         |
| Lithandra         | 32.000 t         |

| Grundbesitz einschl. Forsten | Fläche     |
| ---------------------------- | ---------- |
| Schomberg und Orzegów        | 6.100 ha   |
| Bobrek                       | 10.980 ha  |
| Bujakow                      | 130.280 ha |
| Cutow und Klein-Paniow       | 16.150 ha  |

Er starb kinderlos und vermachte den gesamten Besitz seiner Adoptivtochter Johanna Gryzik.

### Die Fortführung unter Johanna von Schaffgotsch, geborene Gryzik
Als Johanna Gryzik 1842 in Poremba geboren, wurde sie von Karl Godulla nach dem Tod ihrer leiblichen Eltern 1846 aufgenommen, erzogen und als Universalerbin eingesetzt. 1858 heiratete sie Hans Ulrich von Schaffgotsch, blieb aber auch nach ihrer Eheschließung Eigentümerin der Gräflich Schaffgotsch’schen Generaldirektion, in die das Erbe Godullas eingebracht worden war. Den Besitz verwaltete das Ehepaar gemeinsam, sie machten die Schaffgotsch-Werke bis um 1900 zu einem der vier größten Montanunternehmen in Schlesien. Im Jahr 1891 wurden fast fünftausend Arbeiter in den Betrieben und Gruben beschäftigt.
Da sich ab 1852 der Galmeiabbau nur in konjunkturell guten Jahren lohnte und die Ergiebigkeit einiger Gruben nachließ, wurden mehrere stillgelegt, andere an die Grafen von Hohenlohe-Öhringen verkauft und wiederum andere verpachtet. Der gesamte Betriebszweig der Zinkerzgewinnung wurde 1891 eingestellt.
Auch bei dem Betrieb von Zinkhütten erfolgte ein allmählicher Ausstieg. So wurden die Morgenroth- und Gutehoffnungshütte 1871 und die Bobrekhütte 1885 stillgelegt. Auch hier kam es bei der Godullahütte zu einer Verpachtung an die Hohenlohe-Werke AG.
Beim Steinkohlenbergbau strebte man eine starke Konzentration in Besitz und Verwaltung an. Anstelle der vielen kleinen Gruben wurde im Bereich der Ortschaften Schombeck, Orzegow und Ruda das Bergwerk Consolidierte Paulus-Hohenzollern-Grube geschaffen, dessen Vorräte durch die Schachtanlagen Gotthard/Karol, Paulus/Godulla/Pawel und Hohenzollern/Szombierki erschlossen wurde. Der Besitz wurde 1899 bzw. 1906 nach Süden hin durch den Erwerb der Gruben Lithandra/Wanda und Beelowsegen abgerundet. Hingegen wurde das westlich von Kattowitz liegende Bergwerk Cleophas 1880 an Georg von Giesches Erben verkauft.
Von wenig Erfolg war das Engagement bei der Oberschlesische AG für Kohlenbergbau in Orezsche geprägt. Trotz einer Investition in Höhe von 2,25 Mio. Mark kam es damals zu keinem gewinnbringenden Abbau in dieser Region.
Wesentlich erfolgreicher verlief hingegen der Kohleabbau im Bereich des Bergwerks Paulus-Hohenzollern, so dass man sich seitens der Unternehmensleitung entschloss, das Nordwestfeld 1907 durch das Abteufen der Schachtanlage Gräfin Johanna/Bobrek zu erschließen. Mit der dort geförderten Steinkohle wurde ab 1920 fast ausschließlich in dem ebenfalls zur Kapitalgesellschaft gehörenden Elektrizitätswerk Szombierki Strom erzeugt.

### Die Schaffgotsch’schen Steinkohlenwerke von 1921 bis 1945
Durch die Teilung Oberschlesiens in der Folge des Ersten Weltkriegs wurde das Abbaugebiet des Unternehmens völlig durchtrennt. So lagen die Schachtanlagen Gräfin-Johanna und Hohenzollern auf der deutschen, Gotthard, Godulla/Paulus und Lithandra auf der polnischen Seite der neuen Grenze. Um diesem Sachverhalt Rechnung zu tragen, wurde zur Verwaltung der westoberschlesischen Gruben nach Gleiwitz verlegt und für die die ostoberschlesischen die Godulla SA mit Sitz in Ruda-Morgenroth (Chebzie) gegründet. Da die Familie kein Kapital aus dieser Aktiengesellschaft abzog und zugleich in Polen investierte, gab es von polnischer Seite keine Bedenken gegen diese Regelung. Auch war die polnische Regierung zu diesem Zeitpunkt finanziell nicht in der Lage, eine Mehrheit an dieser Gesellschaft zu erwerben.
1928 kam es durch die Gründung der Wirek AG zu einem Zusammenschluss der in Antonienhütte/Wirek (Ortsteil von Ruda Śląska) liegenden Bergwerke Gottessegen/Lech und Hugo und Zwang/Wirek. Die Hauptaktionäre dieser neuen AG bildeten Schaffgotsch, Ballestrem und Prinz Henckel von Donnersmarck (Linie Beuthen-Siemianowitz).
Die beiden in Westoberschlesien liegenden Schachtanlagen konnten ihre Gesamtförderung an Steinkohlen von 1,35 Mio. t im Jahr 1913 auf 2,98 Mio. t im Jahr 1925 so deutlich anheben, dass der Verlust der drei im Osten liegenden Anlagen kompensiert werden konnte.
Nach der Besetzung Polens durch deutsche Truppen wurden die in Ostoberschlesien liegenden Schachtanlagen bzw. Bergwerke Paweł (Paulus), Karol (Gotthard)  und Wanda-Lech (Lithandra-Hillebrand) 1942 der Gräflich Schaffgotsch’sche Werke GmbH in Gleiwitz zurückgegeben. Da diese Rückgabe aber keine vollständige Entschädigung bildete (Teile waren an die Reichswerke Hermann Göring „gefallen“), erhielt Schaffgotsch 50 % der Anteile an der Wirek AG und schuf so in der Zeit von 1942 bis 1945 in Wirek die Schachtanlage Godulla (siehe Kopalnia Węgla Kamiennego Polska Wirek).

### Investitionen in neue Geschäftsfelder ab 1920
Bereits kurz nach dem Ende des Ersten Weltkriegs suchte die Schaffgotsch’sche Grubengesellschaft nach weiteren Beteiligungsmöglichkeiten. Diese bestanden u. a. in einer Zusammenarbeit mit der im Jahr 1900 von Fritz Friedländer gegründeten Braunkohlen- und Brikett-Industrie AG (BUBIAG), die sich bald nach ihrer Gründung zum bedeutendsten Bergbauunternehmen des Lausitzer Braunkohlereviers entwickelte. Ab 1920 mit der BUBIAG zusammenarbeitend, übernahm Schaffgotsch in den 1930er Jahren die Aktienmehrheit der BUBIAG von der Friedländer-Gruppe.
Um die in den Bergwerken Westoberschlesiens geförderte Kohle verkoken zu können, errichtete der Konzern in Deschowitz/Zdzieszowice nach Plänen der Architekten Fritz Schupp und Martin Kremmer (Essen / Berlin) 1930–1931 die Odertal-Kokerei. Diese wurde zwischen den Jahren 1937/39 dem neu errichteten Treibstoffwerk der Schaffgotsch-Benzin GmbH angegliedert, um die bei der Verkokung anfallenden Nebenprodukte mittels der Fischer-Tropsch-Synthese in synthetisches Benzin umzuwandeln.
Schon ab 1891 hatte sich der Schaffgotsch-Konzern auch im Bereich der Sprengstoffproduktion engagiert. Zunächst erwarb man an der oHG Alt-Beruner Sprengstofffabrik einen Anteil von 5/26, kurze Zeit später 11/100 an der Pulverfabrik Pniowitz. Diese Aktivitäten wurden erweitert durch eine Beteiligung an dem Unternehmen Oberschlesische AG für Fabrikation von Lignose (ab 1916 Oberschlesische Sprengstoff-AG und ab 1919 AG Lignose) in Berlin.

## Die Schaffgotsch-Gruppe nach dem Zweiten Weltkrieg
Nach dem Verlust ihrer Güter und Betriebe in Ostdeutschland und Schlesien verlagerte die Familie Schaffgotsch 1948 den Sitz der verbleibenden Unternehmensgruppe (einschließlich der BUBIAG) nach München. Trotz der Übernahme der Elektrische Licht- und Kraftanlagen AG (Elikraft) und der Fusion von BUBIAG und Elikraft 1971 konnten nach der Stilllegung der nordhessischen Gruben (Borkener Braunkohlerevier) keine Gewinne mehr erzielt werden. Weitere Probleme entstanden durch hohe Verluste bei dem Bonner Büromaterial-Hersteller Soennecken, an der die Familie Schaffgotsch zu 50 % beteiligt war. Auch die Beteiligung am Otto-Versand war glücklos.
Obwohl der Besitzer der Privatbank Bass & Herz, Hans-Ulrich von Schaffgotsch, versuchte, über kurzfristige Kreditanleihen die Familienunternehmungen zu retten, misslang dies. 1974 wurde die Bank insolvent und der Wiederaufbau des Familienimperiums im Westen muss als gescheitert betrachtet werden.